# Arno Granroth
Arno Granroth, född 4 mars 1909 i Dresden, död 28 juli 1989 i Helsingfors, var en finländsk violinist. Han ingick 1931 äktenskap med pianisten Kerttu Bernhard (död 1944).
Granroth, som var son till vicehäradshövding Artur Alexander Granroth, genomgick femklassigt lyceum, studerade i Paris 1926–1932 (för Lucien Capet, Léon Nauwinck och Jacques Thibaud) och företog därefter upprepade studieresor till Paris. Han var första violinist vid radioorkestern 1938–1948, konserterade bland annat i Helsingfors och Stockholm samt var lärare i violinspel vid Sibelius-Akademien från 1946. Han tilldelades Pro Finlandia-medaljen 1964.